# Ekfatslagring

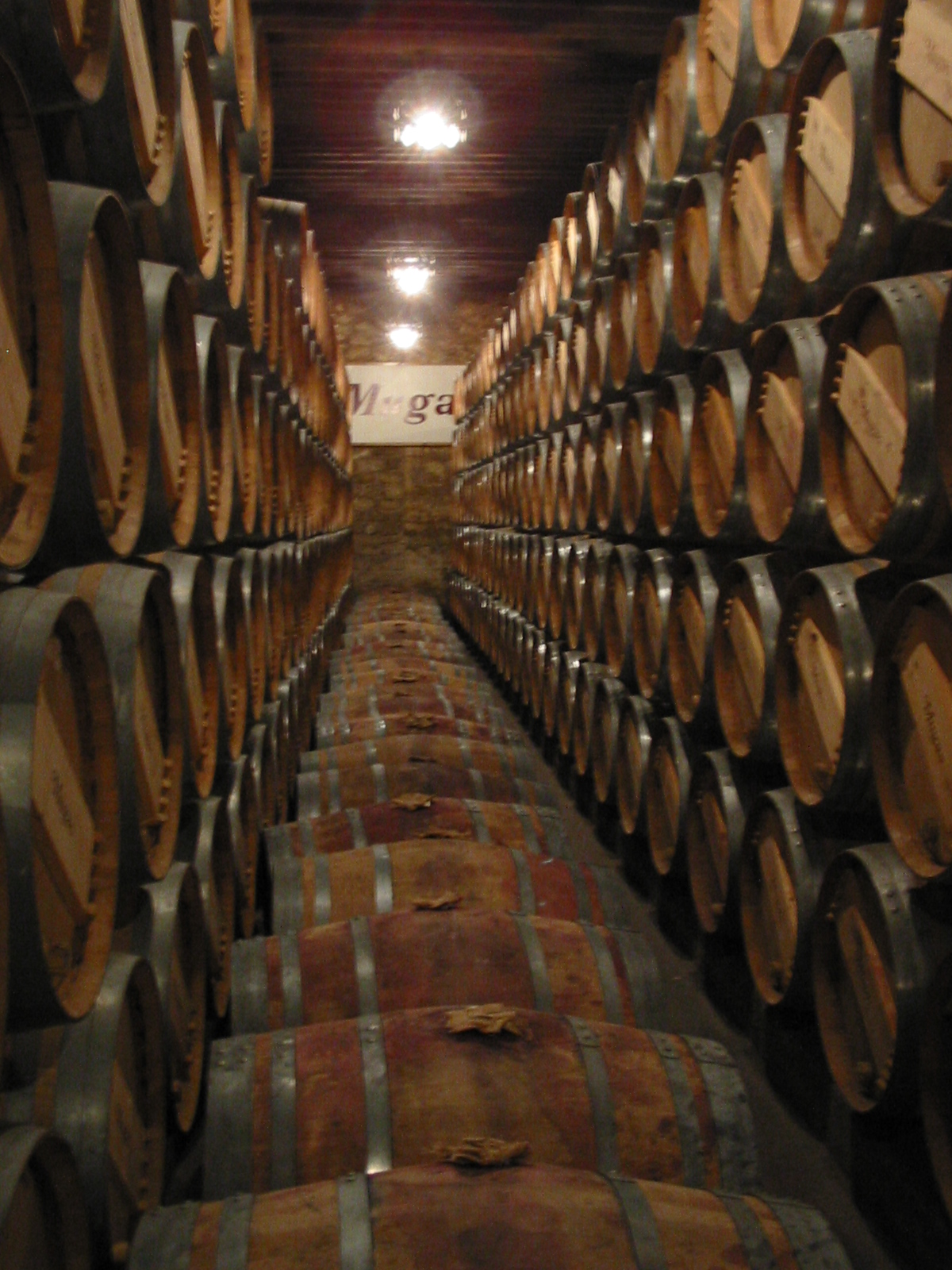
Vintunnor hos en vintillverkare i Rioja.

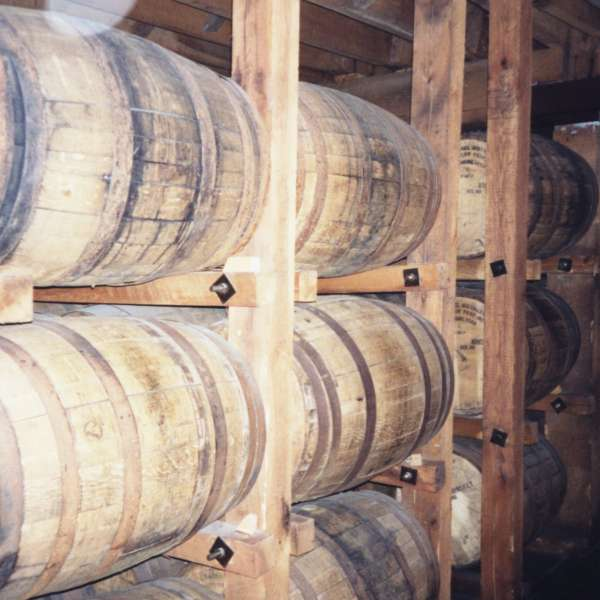
Whiskeytunnor på Jack Daniel's destilleri.

Vinfat, 1929 - Hallwylska museet

Ekfatslagring, även kallat fatlagring eller i vardagstal ibland eklagring, är ett delmoment i tillverkningen av vin, whisky och en del andra alkoholdrycker. Ekfatslagring innebär att vinet, efter fullföljd alkoholjäsning får ligga i tunnor gjorda av ek. Utan ek skulle många smaker vi förknippar med vin inte finnas.

## Ekfatet
Ett ekfat är en tunna av  som ofta används vid framställning av spritdrycker, vanligtvis bourbon och sherry. Eftersom trä är levande material kan två i princip identiska tunnor resultera i olika karaktärer på drycken. Vid lagring av whisky används ofta fat från USA där man lagrat bourbon i dem eller Spanien där de använts för sherry. Normalt har ett ekfat en livslängd på cirka 50 år men vissa fat kan ”hålla” i över 100 år. Ett normalt ekfat används cirka tre-fyra gånger under dess livstid. En vanlig lagringsmetod är att först lagra whisky på en typ av fat för att sedan låta den ligga några månader eller ett år på sherryfat.

## Inverkan av fatlagring
Ekfatslagringen inverkar på vinet på många sätt. På grund av ekens porositet kommer vinet i begränsad kontakt med syre. Detta leder till en långsam oxideringsprocess som minskar fruktsmaken i vinet (man talar om frukt) men som i samverkan med eken ökar mängden smakämnen i vinet. Tunnan avsöndrar även tanniner till vinet, vilket gör vinet mera långlivat men också strävare. Om vinet skall utvecklas positivt av lång eklagring måste vinet ha mycket fruktsmak och sålunda komma från mycket mogna druvor.
En tunna ger mest smak åt vinet under de första åren av sin användning, därefter avtar dess kapacitet att ge vinet smak, eftersom träet i tunnan successivt har lakats ur på de ämnen som kan lakas ur. På grund av detta är det av stor betydelse huruvida man använder nya eller gamla ektunnor då man lagrar vinet. (Detta är någonting som inte tagits i beaktande i de regler om lagring som ställts upp exempelvis i Rioja och Toscana, där enbart längden på ekfatslagringen regleras.) Det är också en kostnadsfråga om nya eller begagnade fat utnyttjas, därför är det betydligt vanligare att högklassiga viner som kan säljas dyrt lagras på 100 procent ny ek.
Fatets storlek påverkar också hur mycket smakämnen som lakas ur, av det enkla skälet att det finns mer träyta per liter dryck i ett mindre fat än i ett större. Dessutom påverkas hur mycket och hur snabb dryckens mognad blir. Vid whiskytillverkning (inom EU) finns det lag på att whiskyn måste lagras minst tre år på ett fat som inte är större än 700 liter. De flesta single-malter använder fat i storleksordningen 200–300 liter, Mackmyra Svensk Whisky lagrar en del av sin whisky på 30-litersfat.
Sammantaget innebär effekten av storleken och åldern i vinsammanhang att mindre, relativt nya fat (ofta 225 liters barrique bordelaise) används när man vill att vinet skall få tydlig fatkaraktär, medan större, äldre fat (ofta 500-1200 liter) används när fatlagringen mer är till för att vinet skall mogna och få en aning syrekontakt.
En annan faktor som har stor inverkan på smaken är hur länge och hur kraftigt tunnan rostats. Tunnorna rostas inifrån för att de skall hålla vätska, men en kraftigt rostad tunna ger en kraftigt rostad eller rökig smak åt vinet.

## Typ av ek som används
Ekens härkomst är också av största vikt, dels för att olika arter av ek växer på olika platser, och dels för att växtplatsen i sig i viss utsträckning påverkar ekens karaktär. Särskilt i vinsammanhang är det vanligt att skilja på fransk ek och amerikansk ek, men det förekommer även att ek av andra ursprung utnyttjas. Eken kan dock inte komma från alltför kalla trakter, då blir porerna för små, och effekten tunnan har på lagringen blir liten. Den franska eken kommer i själva verket från två trädarter, som båda också växer i Sverige. Dels det träd som i Sverige kallas för "vanlig ek" (Quercus robur) och dels bergek (Quercus petraea eller Quercus sessiflora). Amerikansk ek är vitek (Quercus alba).
Fransk ek ger vinet en kryddig, lätt vaniljaktig smak och tillför vinet tanniner, vilket i många fall innebär att vinets tanniner uppfattas som mjukare. Fransk ek brukar betecknas med tre olika skogsområden – Alliers, Nevers och Forêt de Tronçais – men detta bör uppfattas som olika stilar av ekfat snarare än som ett exakt ursprungsbeteckning för själva träet. Amerikansk ek är mycket mer aromatisk och bidrar till att ge vin en karaktäristisk vanilj-arom, samt krämig smak och lite råare tanniner än de franska eksorterna. (Den karaktär av dill som finns i många Riojaviner lagrade på amerikansk ek kan mer ses som en mognadskaraktär för Tempranillo-druvan, särskilt när den tillåtits oxidera.) På grund av skillnader i produktionskostnader som kommer av hur man tvingas klyva träslaget, är amerikanska ekfat mellan 30 och 50 % billigare än franska ekfat. En vanlig tumregel i vinsammanhang är dock att amerikansk ek framför allt påverkar doften, medan fransk ek framför allt påverkar smaken. Ett viktigt argument för att använda amerikansk ek är priset, den kostar ca. hälften jämfört med den franska.
I en del regioner använder man trä från andra trädarter än ek, exempelvis i Valpolicella, där man använder tunnor gjorda av körsbärsträ.

## Alternativa metoder
Eksmaken har blivit oerhört populär hos den moderna vinkonsumenten, och särskilt i röda viner. Många vinproducenter använder sig numera av ett billigare sätt att tillföra eksmak till vinet – ekchips eller ekstavar tillförs vinet, vilket gör att man kan använda till exempel billiga ståltankar. Denna metod är sedan 2009 laglig i de flesta regioner, även i Europa, men det finns lokala undantag. Ek i ståltankar ger dock inte den långsamma oxidation som ektunnan medger. Långsam oxidation kan dock fås på konstgjord väg genom att små luftbubblor trycks in i tanken.
Ifall ett vin från Nya världen är försett med en text som säger "Oak aged" eller "Matured in oak" kan man vara säker på att det handlar om en av dessa metoder. "Matured in oak casks" eller "Matured in oak barrels" är den enda garantin man har för att producenten använt ektunnor ifall inte man vet att det är det enda som är tillåtet i regionen.

## Fatstorlekar
Några vanligen förekommande typer och storlekar av fat, och deras namn:
| Land      | Region    | Typ av fat                         | Storlek                           | Anmärkning |
| --------- | --------- | ---------------------------------- | --------------------------------- | --- |
| Frankrike | Bordeaux  | Barrique bordelaise eller barrique | 225 liter                         | Den sannolikt vanligaste storleken och utformningen på fat för vinframställning, har tagits efter att många vinregioner över hela världen    |
|           | Bourgogne | Pièce                              | 228 liter                         | Lägre och något trindare än en barrique |
|           | Chablis   | Feuillette                         | 132 liter                         | |
|           |           | Demi-muid                          | 600 liter                         | Används i flera regioner. I Languedoc är de något mindre, (500 liter).                                                                       |
|           |           | Foudre                             | 1000 l (eller mer)                | Används i Alsace, Rhone, Provence och Languedoc.                                                                                             |
| Portugal  | Douro     | Pipe ("pipa")                      | Cirka 520 liter                   | Fat för portvinsframställning |
| Spanien   | Jerez     | Bota                               | Oftast 490 liter                  | Sherryfat |
|           |           | Hogshead                           | Oftast 245 liter                  | En halv bota |
| Tyskland  | Mosel     | Fuder                              | 1000 liter                        | |
|           | Rheingau  | Stück eller stückfass              | 1200 liter                        | |
|           |           | Halbstück                          | 600 liter                         | |
|           |           | Viertelstück                       | 300 liter                         | |
| Ungern    | Tokaj     | Gönczer                            | Cirka 140 liter                   | Fat för framställning av tokajer |
|           |           | Puttonyos                          | Bytta som rymmer 14 kg aszúdruvor | Antalet puttonyous aszúdruvor per gönczerfat basvin lade traditionellt grunden till kvalitetsklassificeringen av söta viner i Tokaj-Hegyalja |